# Sviluppo di Windows NT 3.5x
Lo sviluppo di Windows NT 3.5x identifica lo sviluppo di due versioni di Windows NT: Windows NT 3.5 e Windows NT 3.51, identificati entrambi con il nome in codice di sviluppo Daytona.

## Storia
Qualche mese dopo il rilascio di Windows NT 3.1 Microsoft ha incominciato a lavorare alla nuova versione di Windows NT.
Microsoft ha cercato di alleggerire il più possibile il sistema operativo, soprattutto la memoria richiesta (che sarebbe dovuta scendere dai 4 MB agli 8 MB rispetto alla versione precedente), e di aumentare le performance rispetto alla precedente versione, definita lenta e pesante. La prima demo pubblica è stata pubblicata il 4 aprile 1994.
Daytona avrebbe dovuto supportare il Dynamic Host Configuration Protocol e il PCI bus. Inoltre, avrebbe dovuto garantire una maggiore interoperabilità con Novell NetWare.
Il nome Daytona fu scelto in riferimento alla gara automobilistica Daytona 500 perché è lì che si farebbe qualcosa ad alta velocità.